# Sermaize
Sermaize är en kommun i departementet Oise i regionen Hauts-de-France i norra Frankrike. Kommunen ligger i kantonen Guiscard som tillhör arrondissementet Compiègne. År 2022 hade Sermaize 273 invånare.

## Befolkningsutveckling
Antalet invånare i kommunen Sermaize
| Referens: INSEE |